# Musashibō Benkei

Minamoto no Yoshitsune (links) und Benkei (rechts) kämpfen auf der Gojō-Brücke, Farbholzschnitt von Kuniyoshi, um 1850

Musashibō Benkei (japanisch 武蔵坊 弁慶, * 1155; † 1189), häufig kurz Benkei genannt, war ein japanischer Kriegermönch (Sōhei) im Dienste von Minamoto no Yoshitsune. Er ist als Kämpfer eine der beliebtesten Figuren der japanischen Folklore, die ihn als loyalen und starken Kämpfer beschreibt. Sein Leben wurde in zahlreichen Stücken des Kabuki und Nō-Theater immer wieder erzählt, wodurch heute Fiktion und Fakten in seiner Biographie nur sehr schwer unterschieden werden können.

## Leben
Über die Abstammung von Benkei und seine Geburt gibt es verschiedene Überlieferungen:
1. Sein Vater, der Vorsteher eines Tempel-Schreines, habe seine Mutter, die Tochter eines Schmiedes vergewaltigt.
2. Benkei sei der Nachkomme einer Tempelgottheit.

Häufig werden ihm dämonische Züge wie struppiges Haar und lange Zähne nachgesagt, und Benkei wurde möglicherweise in seiner Jugend Oniwaka (鬼若, Teufelsjunge) gerufen.
Bereits in jungen Jahren wurde er Mönch und reiste viel zwischen den verschiedenen Klöstern Japans umher. Zu dieser Zeit waren die buddhistischen Klöster Japans wichtige Zentren der Kultur und verfügten über beträchtlichen politischen Einfluss und militärische Macht. So wurde Benkei, wie viele andere Mönche, als Sōhei in den Kampfkünsten geschult. Man sagt ihm nach, er sei im Alter von siebzehn Jahren zwei Meter groß gewesen (eine Größe, die im Japan dieser Zeit wahrscheinlich eher der Fiktion zugeschrieben werden muss.). Zu dieser Zeit verließ er den Orden und schloss sich den Yamabushi an, einer Gruppe zurückgezogen in den Bergen lebender Mönche, die ebenfalls kämpferische Traditionen pflegten und deren Kennzeichen schwarze Mützen waren. Benkei wird auf vielen Bildern heute oft mit einer solchen Mütze dargestellt.
Der Legende nach soll Benkei die Gojo-Brücke in Kyōto bewacht haben, und jedem, der diese überqueren wollte, die Waffen abgenommen haben. Nachdem er so schließlich 999 Schwerter gesammelt hätte, sei er in seinem eintausendsten Zweikampf von Minamoto no Yoshitsune besiegt worden. Von da an soll er Yoshitsune als Gefolgsmann begleitet und mit ihm zusammen im Gempei-Krieg gegen den Taira-Klan gekämpft haben. 
Nach dem finalen Sieg der Minamoto über die Taira in der Seeschlacht von Dan-no-ura wurde Yoshitsune durch seinen älteren Bruder Minamoto no Yoritomo verraten, der sich gegen ihn wandte. In den beiden folgenden Jahren begleitete Benkei Yoshitsune als Gesetzloser. Schließlich wurden beide im Schloss von Takadachi eingekreist. Der Legende nach soll Benkei vor den Toren zum Schloss, in dem sich Yoshitsune befand, von Pfeilen durchbohrt bis zu seinem Ende gekämpft haben und sei im Stehen gestorben und kein Soldat habe sich am toten Benkei vorbei getraut, wodurch er Yoshitsune ermöglichte, rituellen Selbstmord (Seppuku) zu begehen.
Der Umstand seines Todes ist noch heute im japanischen Sprichwort „Benkei no nakidokoro“ (弁慶の泣き所, wörtlich: Benkeis schwacher Punkt) erhalten. Es entspricht in seiner Verwendung der im Deutschen sprichwörtlich gewordenen Achillesferse.

## Rezeption
Der Grund, warum Benkei für das japanische Volkstum so attraktiv ist, liegt wohl zweifellos in seiner Loyalität und Ehre. Ein Kabuki-Theaterstück zeigt Benkei in einem moralischen Dilemma zwischen einer Lüge und der Absicht seinen Herren zu schützen, um eine Brücke zu überqueren. Der kritische Moment und Höhepunkt des Schauspiels ist der, in dem der Mönch seine Situation erkennt und gelobt seine Pflicht zu erfüllen.

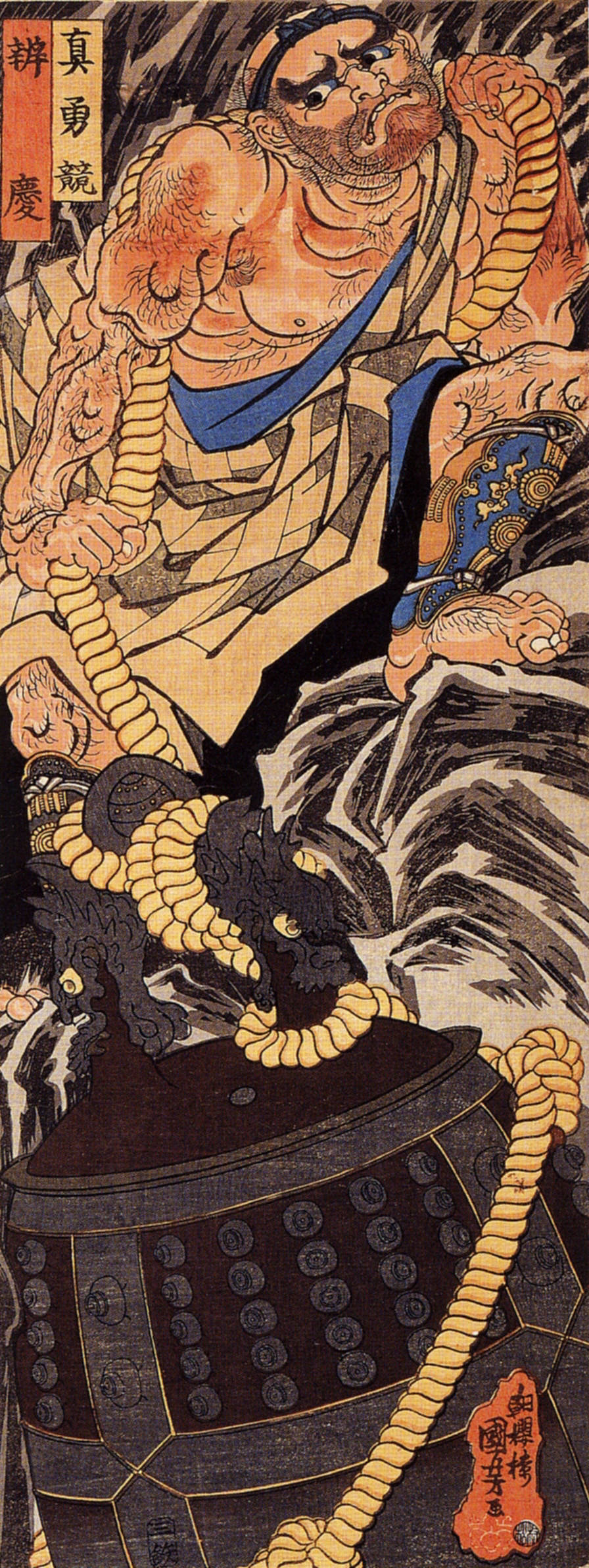
Benkei schleppt die Glocke von Miidera auf einen Berg, Darstellung von Kuniyoshi
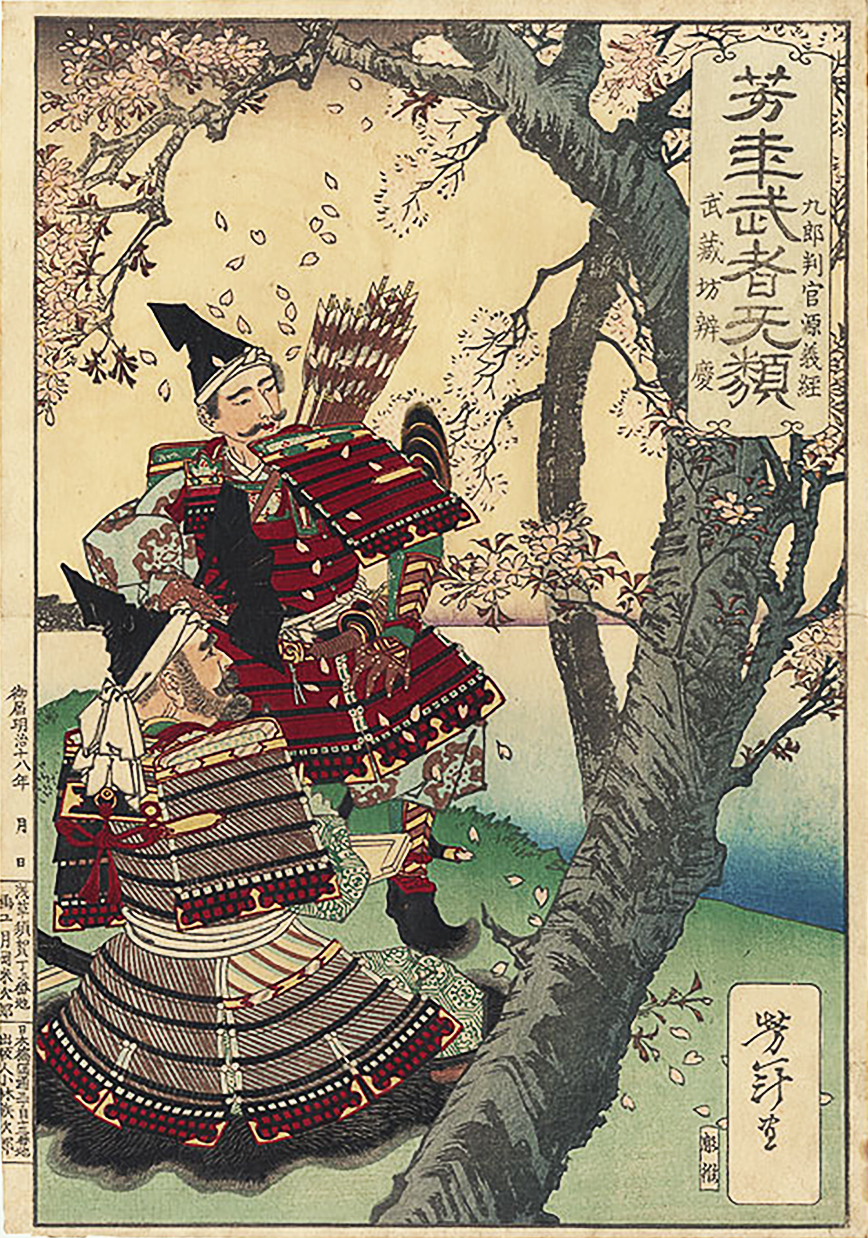
Minamoto no Yoshitsune und Benkei, Darstellung von Yoshitoshi
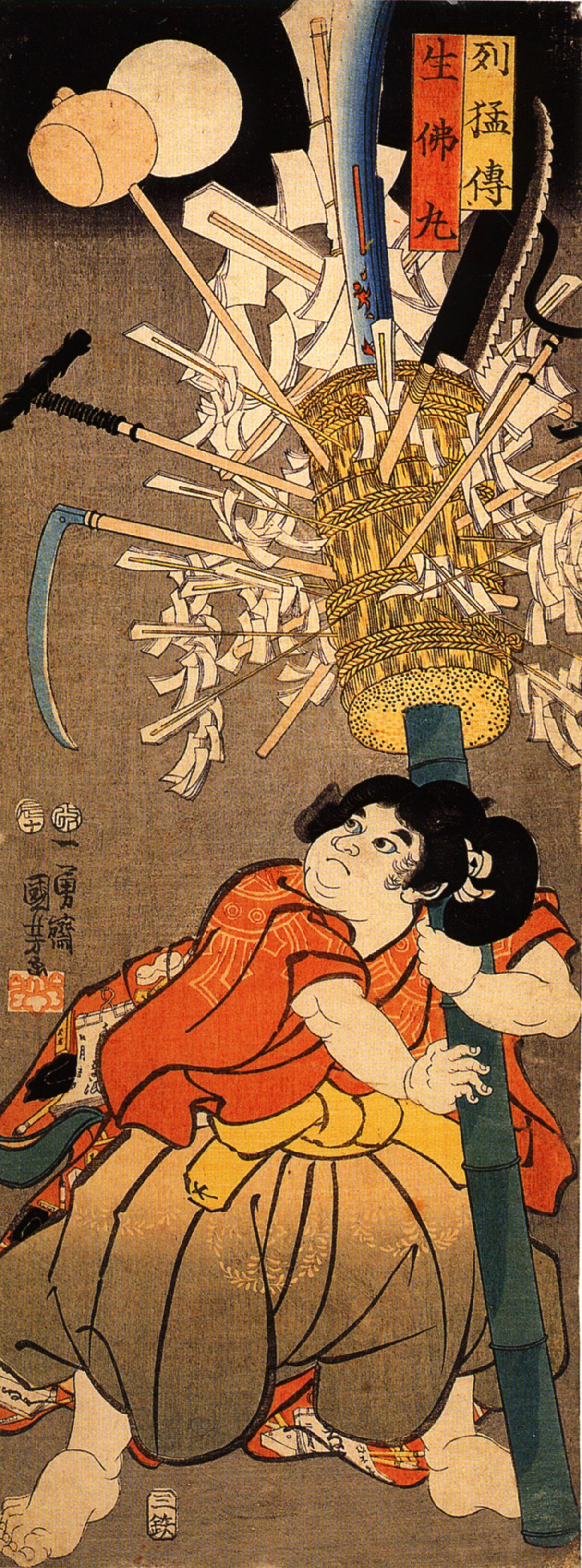
Der junge Benkei